# S-60 (silnik)
S-60 – polski przemysłowy jednocylindrowy silnik wysokoprężny, czterosuwowy o mocy 11 KM, produkowany przez Wytwórnię Sprzętu Mechanicznego w Andrychowie (obecnie: Wytwórnia Silników Wysokoprężnych) w latach pięćdziesiątych XX wieku.
Należał do rodziny silników S-61, S-62, S-63 i S-64, różniących się liczbą cylindrów, skonstruowanych w latach 1946-47 pod kierunkiem Jana Wernera.
Silnik jest konstrukcyjnie silnikiem z wtryskiem pośrednim do komory wirowej.
Stosowany był głównie jako silnik napędowy różnych maszyn rolniczych (młocarni, prądnic, pras). Cechą odróżniającą ten silnik od innych silników tego typu jest posiadanie dwóch kół zamachowych.

## Dane techniczne
- rodzaj zapłonu: samoczynny
- rodzaj paliwa: olej napędowy

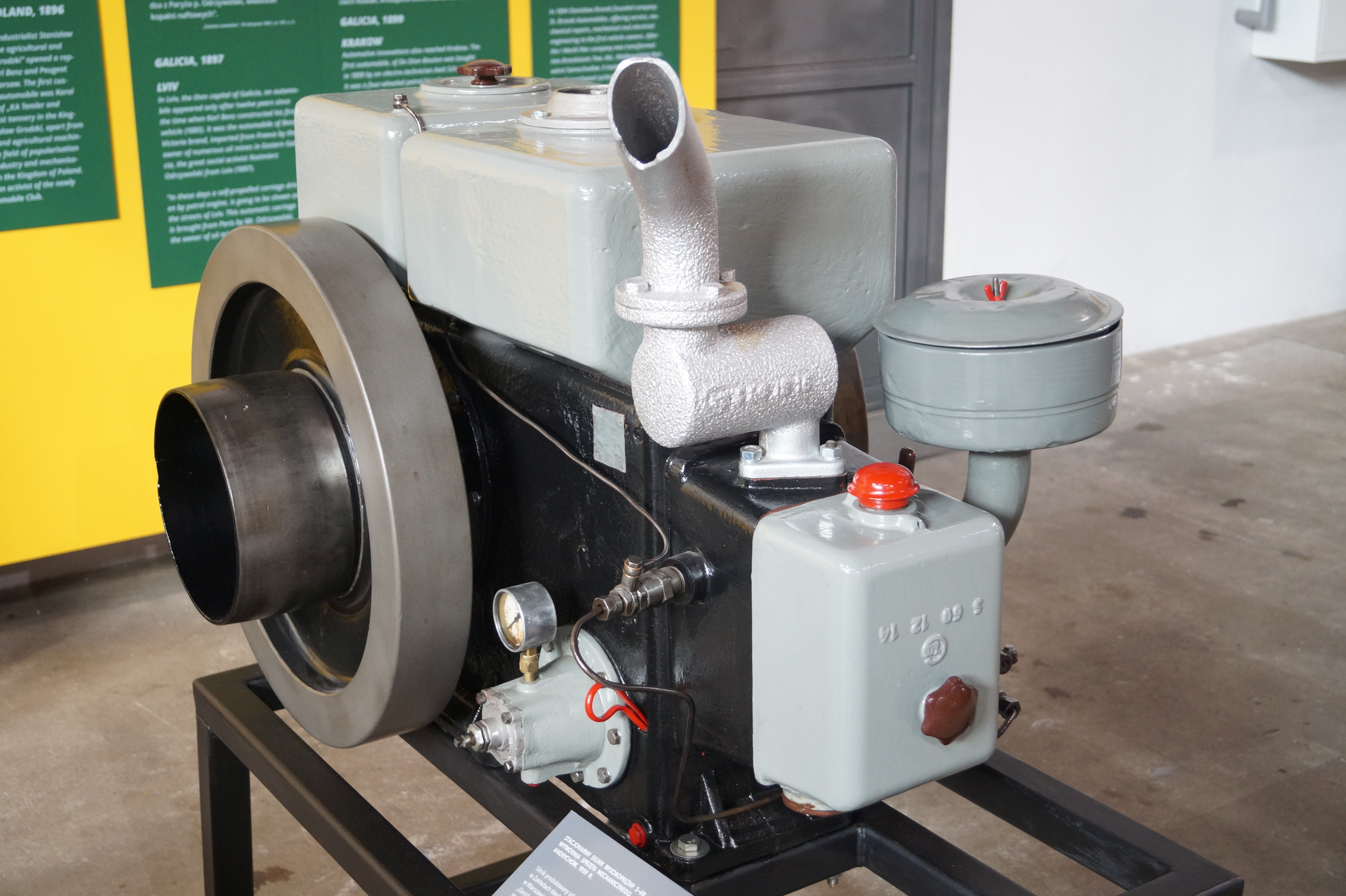
Silnik wysokoprężny WSW Andoria S-60

- moc maksymalna 8 kW (11 KM) przy 1200 obr./min
- maksymalny moment obrotowy: 83,3 Nm przy 800 obr./min
- jednostkowe zużycie paliwa przy mocy znamionowej: 328 g/kWh
- liczba cylindrów: 1
- układ cylindra: poziomy
- średnica cylindra: 110 mm
- skok tłoka: 160 mm
- pojemność skokowa: 1520 cm³
- stopień sprężania: 17
- typ komory spalania: komora wirowa, umieszczona pod zaworem wydechowym
- rodzaj rozrządu: górnozaworowy OHV
- rozruch: ręczny za pomocą korby i odprężnika
- kierunek obrotu wału korbowego: prawy (patrząc od strony korby rozruchowej)

### Układ zasilania paliwem
- pompa paliwa: bloczkowa
- wtryskiwacz: czopikowy, typ: DN12SD12
- kąt wyprzedzenia wtrysku
  - 2-4° przed GMP dla 750 obr./min
  - 6-8° przed GMP dla 1000 obr./min
  - 10-12° przed GMP dla 1200 obr./min
- ciśnienie wtrysku: 17 MPa
- filtr paliwa: filcowy, umieszczony w zbiorniku
- zbiornik paliwa: 15 dm³

### Smarowanie
- rodzaj smarowania: rozbryzgowe i obiegowe pod ciśnieniem
- ilość oleju w silniku: 3,5 dm³
- rodzaj oleju: mineralny, o lepkości 12° Englera (LUX 10 według instrukcji obsługi)
- pompa oleju: zębata
- ciśnienie oleju: 200-300 kPa
- zużycie oleju: 2-3% zużytego paliwa

### Chłodzenie
- rodzaj chłodzenia: wodne, przez odparowanie
- pojemność zbiornika chłodzącego: 30 dm³
- zalecana temperatura robocza: 80-95 °C

### Inne
- filtr powietrza: mokry olejowy